# Chthonius aguileraorum
Chthonius aguileraorum es una especie de arácnido  del orden Pseudoscorpionida de la familia Chthoniidae.

## Distribución geográfica
Es endémico de la Cueva de la Hiedra, provincia de Cádiz (España).

## Descripción
Miden unos 3,35 mm de longitud total.